# Palacio de Jaipur
El palacio de Jaipur, que incluye a los palacios Chandra Mahal y Mubarak Mahal junto con otras construcciones, es un complejo palaciego en Jaipur, la capital del estado de Rajasthan, India. Era la sede del Maharaja de Jaipur, el jefe del clan Kachwaha Rajput.

## Descripción

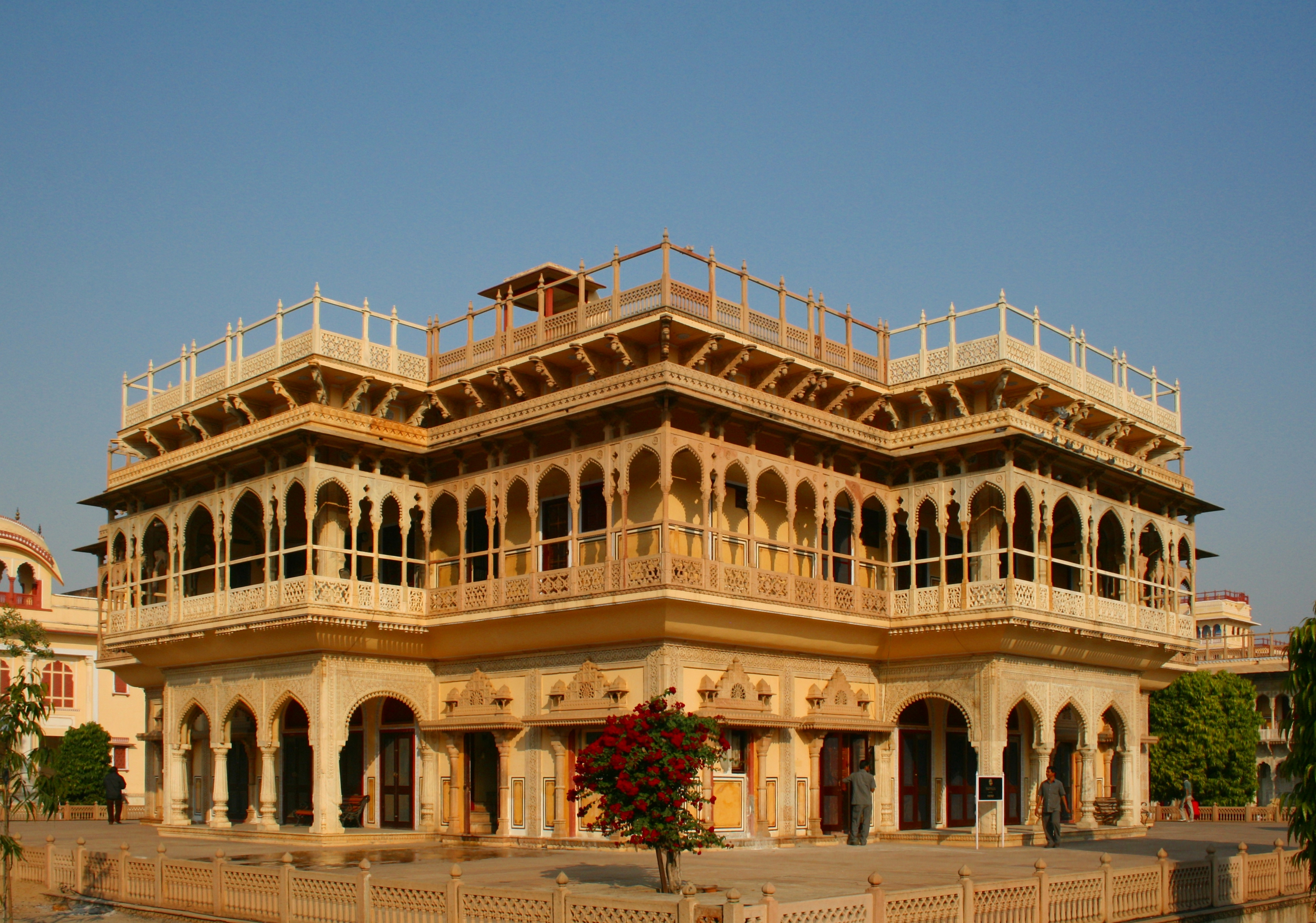
Palacio de Jaipur, Mubarak Mahal, India.

En una parte del palacio Chandra Mahal en la actualidad se encuentra un museo pero la mayor parte del palacio todavía es una residencia real. El complejo del palacio, que se encuentra ubicado al noreste del centro de la ciudad de Jaipur, incorpora una gran cantidad de patios, jardines y edificaciones. El palacio fue construido entre 1729 y 1732, inicialmente por Sawai Jai Singh II, el gobernador de Amber. Sawai planificó y construyó los muros externos, y otros gobernadores que le sucedieron fueron incorporando edificaciones inclusive hasta el siglo XX. El crédito por la planificación urbana de la ciudad y sus estructuras se le atribuye a dos arquitectos, Vidyadar Bhattacharya, el arquitecto jefe de la corte real y Sir Samuel Swinton Jacob, aparte del propio Sawai quien era un entusiasta de la arquitectura. Los arquitectos consiguieron plasmar una fusión de la arquitectura india de Shilpa Shastra con estilos de arquitectura Rajput, Mughal y europeos.

## Galería

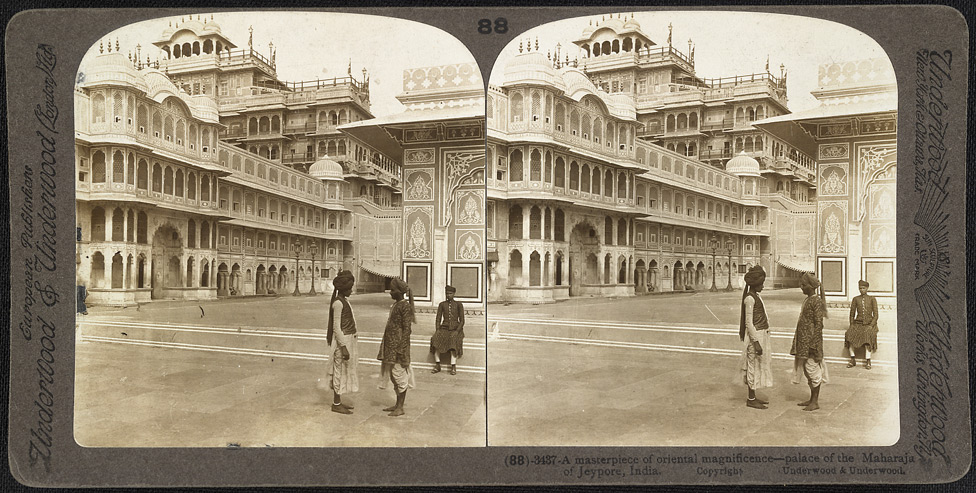
Fotografía estereoscópica del Chandra Mahal en 1903.
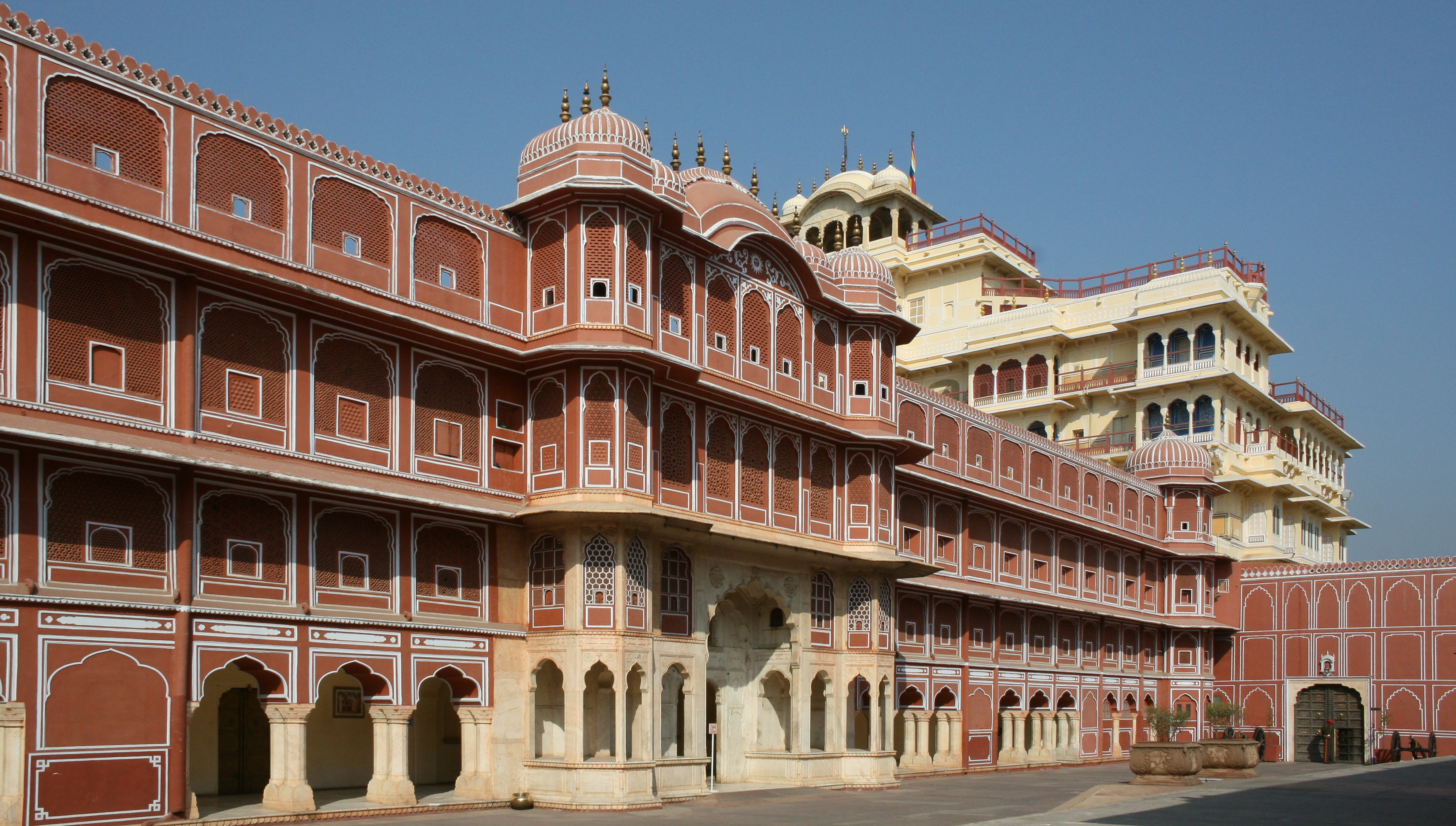
Edificio que hace de muro exterior.